# Xavier Stierli
Xavier Stierli (29 ottobre 1940) è un ex calciatore svizzero, di ruolo difensore.

## Palmarès

### Club

#### Competizioni nazionali
- Campionato svizzero: 3

Zurigo: 1962-1963, 1965-1966, 1967-1968
- Coppa Svizzera: 2

Zurigo: 1965-1966, 1969-1970